# 詹姆斯·史坦利·海伊
詹姆斯·史坦利·赫（James Stanley Hey，1909年5月3日—2000年2月27日）是英國皇家學會院士（FRS），英國的物理學家和電波天文學家。他奠定了電波天文學發展的基礎，並引導雷達技術針對在天文學上的應用。他發現太陽輻射出無線電波，並率先定位出來自天鵝座的河外星系電波源。

## 傳記
史坦利·赫於1909年出生於蘭開夏郡的尼爾森。他是家中的第三個兒子，父親是棉花的生產廠商。他就讀於曼徹斯特大學，修習物理學，於1930年畢業，並在第二年獲得X射線晶體學的碩士學位。他的妻子，埃德娜·海伍德是他的同學。然後，他到北部的基礎學校當教師，教了幾年的物理學。在1942年，他投身軍旅，在軍方的電波學校接受6週的訓練後，加入電波運用研究組（AORG）。他的任務是找出讓雷達免於受到人為電波干擾的方法；一年來盟軍的雷達一直受到德軍的干擾，而且兩艘德軍戰艦（沙恩霍斯特號戰鬥巡洋艦和格奈森瑙號戰鬥巡洋艦）從英吉利海峽逃脫；加上敵人從法國海岸對雷達的干擾，使問題更加受到重視。在1942年2月，史坦利·赫報告在防空雷的4-8米波段上受到嚴重的雜訊干擾，而且干擾最大的方向似乎隨著太陽在移動。他查核了格林尼治皇家天文台的觀測報告，發現這段時期有著非常活躍的太陽黑子經過太陽盤面。他的結論是在磁場強度大約是100高斯的活躍太陽黑子區域，輻射出高能量的電子和離子，也發射出米波長的電磁波。在1942年，美國的G.C. Southworth也發現在厘米波長上的電波雜訊與太陽有所關聯。
稍後，在1945年，史坦利·赫使用雷達追蹤以約150公里高度接近倫敦的V-2火箭路徑。但是在大約100公里的高度上每小時有5到10次間歇性的瞬態回波。而當V-2的攻擊停止時，這種迴波也會消失；史坦利·赫認為這是流星造成的，所以可以用雷達來追蹤流星的軌跡，而且無論是白天或夜晚都可以進行追蹤。
史坦利·赫在1942年的結論不能發表，直到戰爭結束後才能出版。
史坦利·赫在1949年出任AORG的團長。隨後，他在馬爾文的皇家雷達研究所擔任研究員，他在哪裡還繼續電波天文學的觀測。從1966年到他在1969年退休之前，他都是研究所的主任。

## 勳獎
- 1959年 – 愛丁頓獎章
- 皇家學會特別會員
- 1977年 – 肯特大學榮譽博士
- 小行星22473以他的名字命名以示尊榮[3]

## 出版品
- Hey, J. S. . Nature. 1946, 157 (3976): 47–48. Bibcode:1946Natur.157...47H. doi:10.1038/157047b0.
- Hey, J. S.; Stewart, G. S. . Nature. 1946, 158 (4014): 481. Bibcode:1946Natur.158..481H. doi:10.1038/158481a0.
- Hey, J. S.; Stewart, G. S. . Proceedings of the Physical Society. 1947, 59 (5): 858. Bibcode:1947PPS....59..858H. doi:10.1088/0959-5309/59/5/312.
- Hey, J. S.; Parsons, S. J.; Stewart, G. S. . Monthly Notices of the Royal Astronomical Society: 176–183. Bibcode:1947MNRAS.107..176H. doi:10.1093/mnras/107.2.176.

### 科普書籍
- The Radio Universe, first edition 1971
- Evolution of Radio Astronomy in the series Histories of Science, 1972